# Perla Siedle Gibson
Perla Siedle Gibson là một nữ ca sĩ và nghệ sĩ người Nam Phi.
Gibson được sinh ra ở Durban vào năm 1888, con gái của Otto Siedle, một đại lý vận chuyển địa phương nổi tiếng, doanh nhân và nhạc sĩ của Đức. Vào đầu thế kỷ XX, cô đã học âm nhạc và nghệ thuật ở châu Âu và Mỹ, và sau đó từng biểu diễn ở Luân Đôn và New York. Em trai út của cô là Jack Siedle.
Trong Thế chiến thứ 2, Durban là một trạm dừng rất đông đúc cho các đoàn tàu vận tải trên các tuyến đường đến Bắc Phi và Viễn Đông. Gibson trở nên nổi tiếng trong số hàng ngàn quân đội Đồng minh bởi cô hay hát khi tàu của họ đi vào và ra.
Về nguồn gốc cho việc hát của Gibson, nó được bắt đầu khi cô ấy nhìn thấy một thủy thủ người Ireland trẻ tuổi mà gia đình cô đã đem về ngày hôm trước. Khi con tàu của anh ta rời đi, anh ta được cho là đã yêu cầu cô ấy hát một thứ gì đó liên quan đến Ireland, và Gibson trả lời bằng việc hát ca khúc "When Irish Eyes are Smiling". Cô quyết định hát cho mỗi con tàu mà kết nối với cuộc chiến đã vào hoặc rời bến cảng. Trong những năm sau, cô tiếp tục hát cho hơn 5.000 tàu và tổng cộng khoảng một phần tư triệu quân nhân đồng minh. Được đội một chiếc mũ màu đỏ, Perla Siedle Gibson sẽ đứng tại một vị trí ở cửa vịnh Durban, nơi những chiếc tàu vào và rời bến cảng khá gần, và cô sẽ hát những bài hát yêu nước hoặc những bài hát thể hiện tình cảm yêu đất nước qua một cái loa từ một con tàu phóng ngư lôi mà những người lính Anh đã tặng cho cô.
Gibson đã kết hôn với Trung sĩ Không quân Jack Gibson, người đã chiến đấu phục vụ tại Ý, và họ có hai con trai và một con gái trong quân đội. Cô thậm chí còn hát vào ngày cô nhận được tin rằng con trai của cô, Roy, đã bị giết trong cuộc chiến ở Ý.
Perla Siedle Gibson mất năm 1971, ngay trước sinh nhật lần thứ 83 của mình. Năm sau, một tấm bảng đồng được tặng bởi những người đàn ông của Hải quân Hoàng gia được dựng lên ở Durban tại nơi cô thường hát. Năm 1995 Nữ hoàng Elizabeth II cho xây dựng một bức tượng Gibson gần Ocean Terminal ở cảng Durban.